# Biserica Sfântul Ilie - Hanul Colței din București
Biserica Sfântul Ilie - Hanul Colței este o biserică ortodoxă din București, situată pe str. Doamnei nr. 18, în sectorul 3 al capitalei României. În perioada 1954-2009 a îndeplinit funcția de biserică a comunității bulgare din România, fiind cedată acesteia spre folosință de către Biserica Ortodoxă Română. În prezent, biserica se află în fundul unei curți ce adăpostește și casele Lahovary.
Biserica și casa parohială sunt clasate ca monument istoric, cu codul B-II-a-B-18594.

## Istoric
Biserica a fost construită din lemn, în perioada 1725-1730, de către clucerul Radu Colțea (urmaș al boierilor Doicești), pe un teren ce va intra după 1745 în componența Hanului Colțea, ce se afla vizavi de Spitalul Colțea. Prin urmare, ea a devenit cunoscută sub numele de „Sf. Ilie de la Hanul Colței”. Biserica a fost înconjurată de un gard de cărămidă și, potrivit istoricului Dionisie Fotino, se afla în curtea hanului. Acest lucru rezultă din planul orașului realizat în 1770 și dintr-o cartografie din 1810.
Conform unui alt document din 27 februarie 1836, băcănia hanului era atașată gardului bisericii, lângă altar. Biserica a fost distrusă de cutremurul din 1838, fiind dărâmată și reconstruită de către arendașul de la acea vreme al Hanului Colțea - Lazăr Kalenderoglu, tatăl medicului Nicolae Kalinderu. Noua biserică a fost sfințită la 30 august 1841, după cum rezultă din pisania aflată deasupra ușii: „Așa să lumineze lumina voastră înnaintea oamenilor ca să vază faptele voastre cele bune și să slăvească pre tatăl nostru cel din cerurĭ. Drept aceea și eŭ Lazăr Calenderoglu, împreună cu alțĭ ajutătorĭ, aŭ rădicat din temelie această sf. biserică, puind hramurĭ pe Sf. pr[ooroc] Ilie, Învierea Sf. Lazăr și Sf. iera[r]h Alexandru, spre pomenirea de vecĭ, în zilele prea-înnălțatuluĭ nostru Domn Alexandru Dimitrie Ghica VV. și a preaosfințituluĭ Mitropolit a toată Ungro-Vlahieĭ, chir Neofit, la anul de la Hr[istos] 1841, Avg[ust] 30.”
În 1895 Consiliul Comunal al Bucureștilor a considerat că denumirea „Biserica Hanul Colței” nu este potrivită și a decis să poarte numele ctitorului ei, redenumind-o „Sf. Ilie Kalenderu”. Între anii 1880-1897 a funcționat ca biserică grecească, liturghiile fiind oficiate în limba greacă. Începând din anul 1897-1898, aici s-a slujit din nou în limba română.

### Biserica bulgară
Dupa instaurarea regimului comunist în România statul bulgar a renunțat în 1948 la bisericile bulgărești din București, Galați și Brăila. Biserica bulgară din București, ce se afla pe Calea Călărașilor nr. 16 și adăpostea și școala bulgară, fusese grav deteriorată de cutremurul din 1940 și va fi demolată în 1988.
Biserica „Sf. Prooroc Ilie”, situată în centrul capitalei României, a fost și ea deteriorată de cutremurul din noiembrie 1940, fiind renovată în 1953-1954 cu cheltuiala Arhiepiscopiei Bucureștilor și dată în folosință gratuit comunității bulgare din București, împreună cu tot inventarul ei și apartamentul de la parter. Decizia a fost luată în ședința din 7 iunie 1954 a Sf. Sinod al Bisericii Ortodoxe Române, la propunerea patriarhului Justinian. Biserica a fost resfințită la 26 octombrie 1954 de patriarhul Justinian al României, împreună cu patriarhul Kiril al Bulgariei. Gramota patriarhului român Justinian precizează că biserica de la Hanul Colței este dată pentru uz temporar, „până când bulgarii își vor construi o biserică nouă“. Pe fațadă, deasupra intrării, a fost amplasată următoarea inscripție:
„„Această sfântă Biserică, cu hramul Sfântul Prooroc Ilie, zidită de clucerul Radu Colțea în anul 1725, apoi refăcută de Lazăr Kalenderoglu și alții în anul 1841, a fost renovată prin purtarea de grijă a Prea Fericitului Patriarh Justinian, cu cheltuiala Sf.  Arhiepiscopii a Bucureștilor și dată în folosință comunității ortodoxe bulgare din București în anul 1954. Zugrăvelile vechi s-au dres  de maestrul Nicolae Stoica, care a pictat icoanele ... Biserica a fost sfințită în ziua de 26 octombrie 1954 de Prea Fericiții Patriarhi Justinian al României și Kiril al Bulgariei, cu mare sobor de ierarhi, preoți și diaconi români și bulgari, de față fiind mare număr de credincioși.””
Convinsă de rolul important al bisericii, Sfântul Sinod al Bisericii Ortodoxe Bulgare a trimis reprezentanți la București - preoți bulgari care slujesc și propovăduiesc credința ortodoxă pentru credincioșii de limbă maternă bulgară.

### Reînființarea parohiei românești
Biserica „Sf. Prooroc Ilie” de la Hanul Colței a fost cunoscută timp de 55 de ani printre bucureșteni ca „Biserica bulgară”. Permanența Consiliului Eparhial al Arhiepiscopiei Bucureștilor a hotărât, în ședința sa din 31 martie 2009, reînființarea de urgență a parohiei „Sfântul Ilie” - Hanul Colței cu personalitate juridică și numirea părintelui Gabriel Grigorescu ca preot paroh. Decizia a fost justificată de starea de degradare avansată a bisericii. Noul paroh avea misiunea de a consolida și restaura lăcașul de cult, precum și de a revendica proprietățile parohiei confiscate de stat, ceea ce a și făcut în următorii ani. Potrivit aceleiași decizii, preotul bulgar Petăr Totev poate „să-și continue nestingherit activitatea sa pastoral-misionară, liturgică și administrativă pentru credincioșii ortodocși bulgari din București, alături de preotul paroh român”
În 2011 Nadejda Ganeva și fiul ei, Velin Ganev, au donat Bisericii Ortodoxe Bulgare proprietatea lor din  Snagov pentru construirea unei biserici ortodoxe bulgare și a unui centru cultural și educațional pentru bulgarii din capitala românească. Donația a fost făcută după ce Primăria municipiului București a trimis o scrisoare oficială către Biserica Ortodoxă Bulgară, prin care Patriarhiei i s-a adus la cunoștință refuzul de a i se atribui un teren adecvat în București pentru a se construi o biserică ortodoxă și un centrul cultural bulgar.